# Désert d'Amargosa
Le désert d'Amargosa est situé principalement dans le comté de Nye dans l'ouest de l'État du Nevada, aux États-Unis.
Il se situe le long de la frontière entre la Californie et le Nevada, près de la vallée de la Mort. Une grande partie de sa géographie coïncide avec la vallée de l'Amargosa (en). Le désert est nommé d'après la rivière Amargosa.

Images
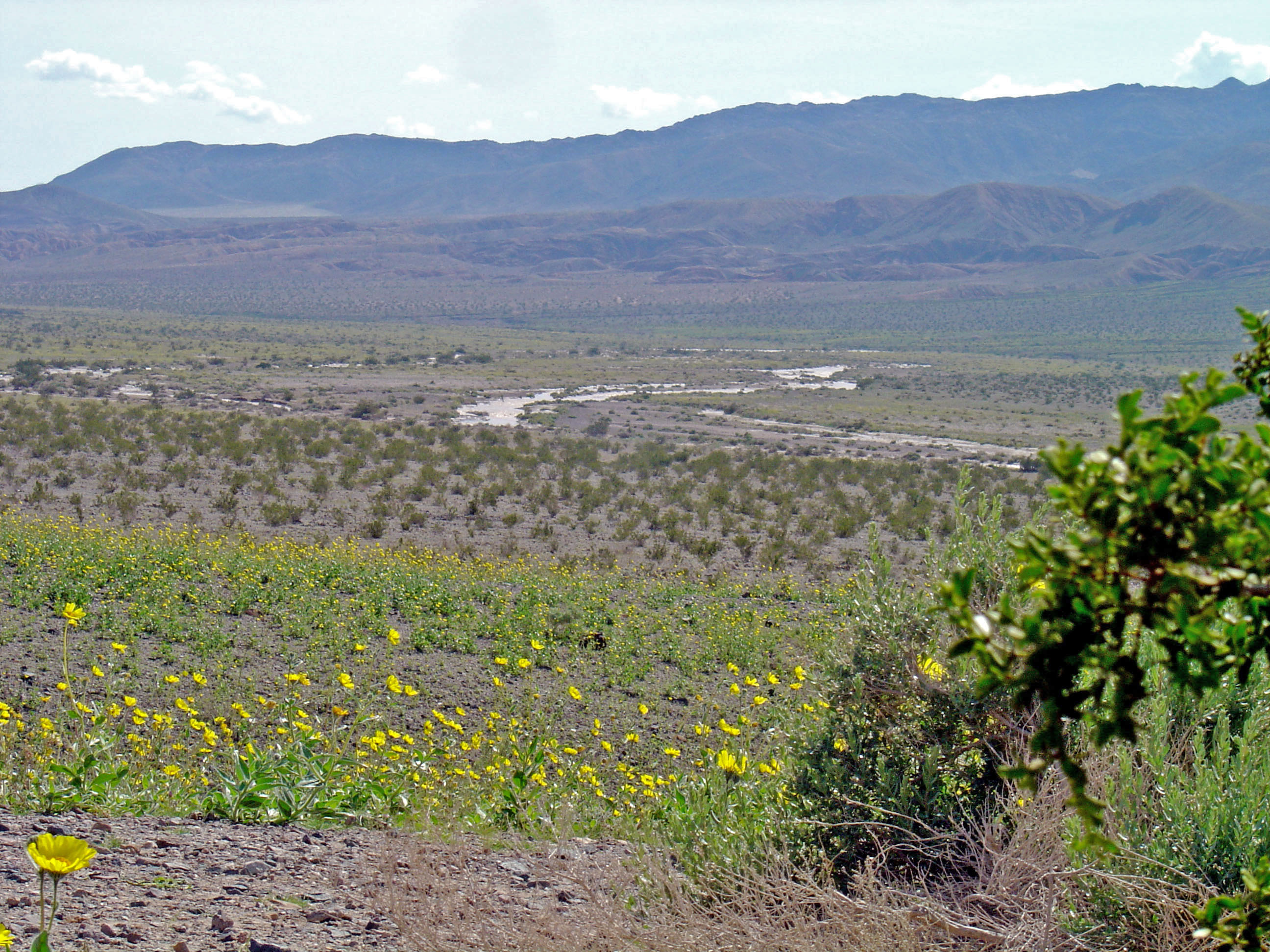
La vallée de la rivière Amargosa en février 2005.
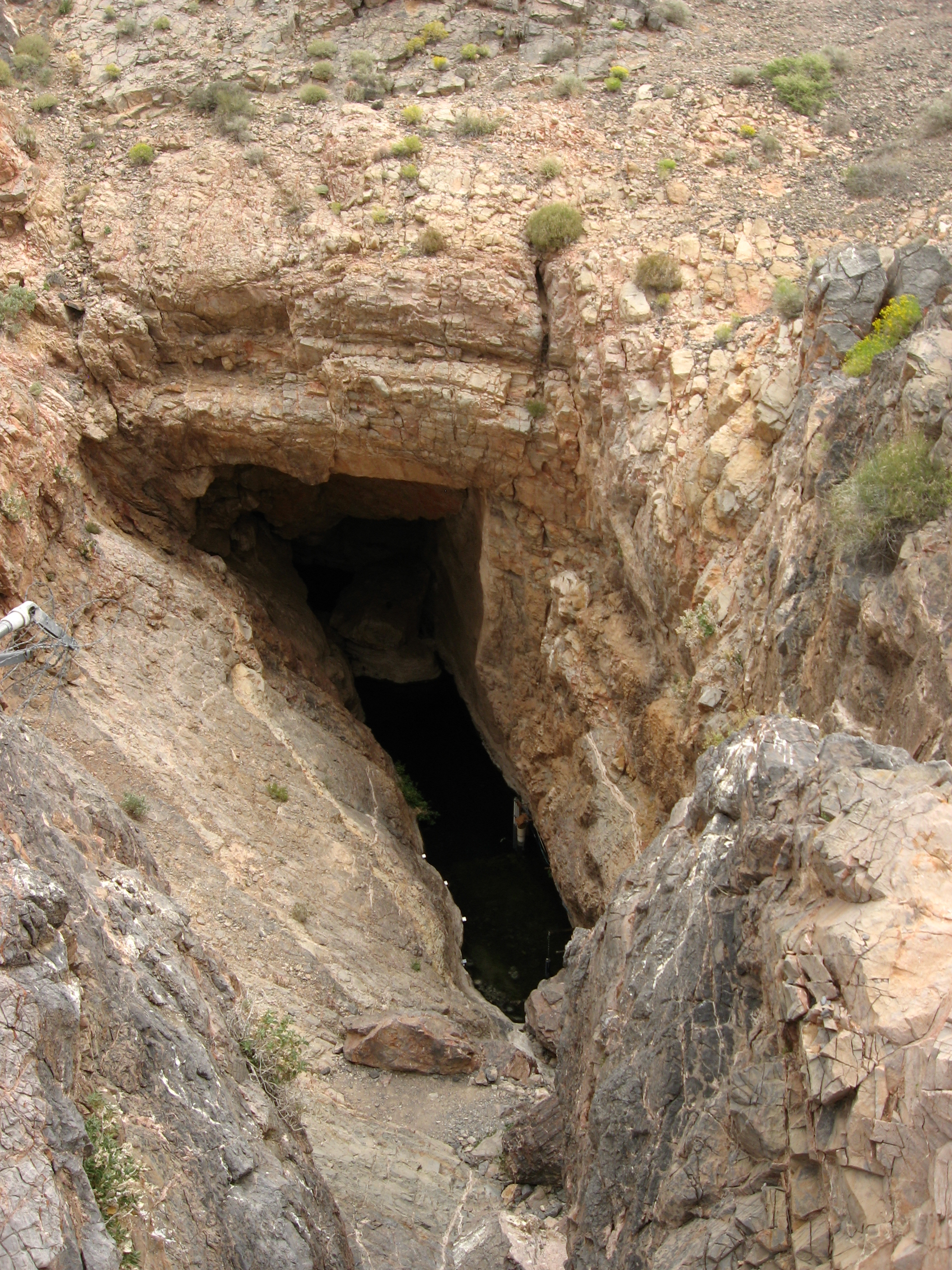
Gouffre de Devil's Hole en avril 2011.